# 木兰球针壳
木兰球针壳（学名：Phyllactinia magnoliae）是属于白粉菌目白粉菌科球针壳属的一种真菌，寄生在木兰属植物上。该种分布于中国、日本、美国。